# Oskar Natter
Oskar Natter (* 4. April 1898 in Bezau; † 24. Jänner 1968 ebenda) war ein österreichischer Politiker (ÖVP) und Gastwirt. Er war von 1959 bis 1964 Abgeordneter zum Vorarlberger Landtag.

## Ausbildung und Beruf
Natter besuchte fünf Jahre lang die Volksschule in Bezau und absolvierte danach die kaufmännische Fortbildungsschule und Handelsschule in Mehrerau. Zwischen 1913 und Mai 1915 arbeitete Natter als Volontär bei der Firma Fratelli Armellini in Salvis, im Anschluss half er bis Mai 1916 im elterlichen gastwirtschaftlichen Betrieb mit. Er diente ab Mai 1916 im Ersten Weltkrieg und geriet im Verlauf des Krieges in italienische Kriegsgefangenschaft, aus der er erst im August 1919 zurückkehren konnte. Danach arbeitete Natter erneut im elterlichen Betrieb mit, war im Anschluss von 1922 bis 1923 als Buchhalter der Weinkellerei Carreri in Trient beschäftigt und kehrte 1924 zum elterlichen Gasthof zurück. Nachdem er bis 1935 im Familienunternehmen gearbeitet hatte, übernahm er 1935 den elterlichen Gasthof bzw. Hotel „Post“ in Bezau. 1961 übergab er den Betrieb an eine seiner Töchter, noch im selben Jahr wurde ihm der Berufstitel Kommerzialrat verliehen.

## Politik und Funktionen
Natter war bereits in der Zwischenkriegszeit als Mitglied der Gemeindevertretung von Bezau aktiv. Er gehörte dieser von 1929 bis 1938 an und war nach dem Ende des Zweiten Weltkriegs 1945 Vizebürgermeister seiner Heimatgemeinde. Zudem vertrat er die ÖVP, der er nach dem Zweiten Weltkrieg beigetreten war von 1945 bis 1947 sowie von 1950 bis 1965 in der Gemeindevertretung. Innerparteilich hatte Natter von 1959 bis 1964 die Funktion eines Mitglieds der Landesparteileitung der ÖVP Vorarlberg inne, zudem war er während dieser Zeit Mitglied des Landesparteirates der ÖVP Vorarlberg. Als Abgeordneter des Wahlbezirkes Bregenz vertrat er die ÖVP zwischen dem 18. November 1959 und dem 28. Oktober 1964 im Landtag, wobei er für den zum Landesrat gewählten Abgeordneten Gerold Ratz nachgerückt war. Natter war Mitglied im Finanzausschuss und 
Mitglied im Volkswirtschaftlichen Ausschuss.
Natter war bereits während der Zwischenkriegszeit in der Berufsvertretung aktiv und wirkte in der Fachgenossenschaft Bregenzerwälder Gastwirte sowie als stellvertretender Obmann des Bregenzerwäldervereins. Er war zudem Mitglied im Arbeitsausschuss des Landesverbandes für Fremdenverkehr und Vorstandsmitglied der Spar- und Darlehnskasse Bezau sowie Obmann der Raiffeisenkasse Bezau. Des Weiteren war Natter nach dem Zweiten Weltkrieg als stellvertretender Vorsteher der Fachgruppe der Beherbergungsbetriebe und Mitglied im Aufsichtsrat des Vorarlberger Raiffeisenverbandes, wirkte als Kammerrat der Vorarlberger und war stellvertretender Obmann der Sektion Fremdenverkehr der Vorarlberger Handelskammer. Zudem war er 
Aufsichtsratsmitglied der Schloß-Hofen Betriebs-GmbH., Obmann des Verkehrsvereins Bezau, Obmann des Kameradschaftsvereins, Mitglied des Pfarrkirchenrates Bezau, Mitglied des Kirchenchores Bezau und
Geschäftsführer der Kabinenseilbahn Sonderdach-Baumgarten.